# Веселоподільська сільська рада
Веселоподільська сільська рада — колишній орган місцевого самоврядування у Семенівському районі Полтавської області з центром у c. Веселий Поділ.
Населення — 2083 осіб.

## Населені пункти
Сільраді були підпорядковані населені пункти:
- c. Веселий Поділ
- с. Паніванівка